# Каньяда-де-Гомес
Каньяда-де-Гомес (исп. Cañada de Gómez) — город и муниципалитет в департаменте Ириондо провинции Санта-Фе (Аргентина), административный центр департамента.

## История
В 1750 году полковник Мигель Гомес устроил здесь ранчо.
В 1861 году здесь состоялось сражение, в ходе которого войска штата Буэнос-Айрес под командованием бывшего и будущего президента Уругвая Венансио Флореса наголову разгромили войска Аргентинской конфедерации, которыми командовал Беньямин Вирасоро.
В 1883 году местное поселение получило официальный статус населённого пункта, а в 1922 году он получил статус города.